# Andropadus importunus
Andropadus importunus là một loài chim trong họ Pycnonotidae.

## Hình ảnh

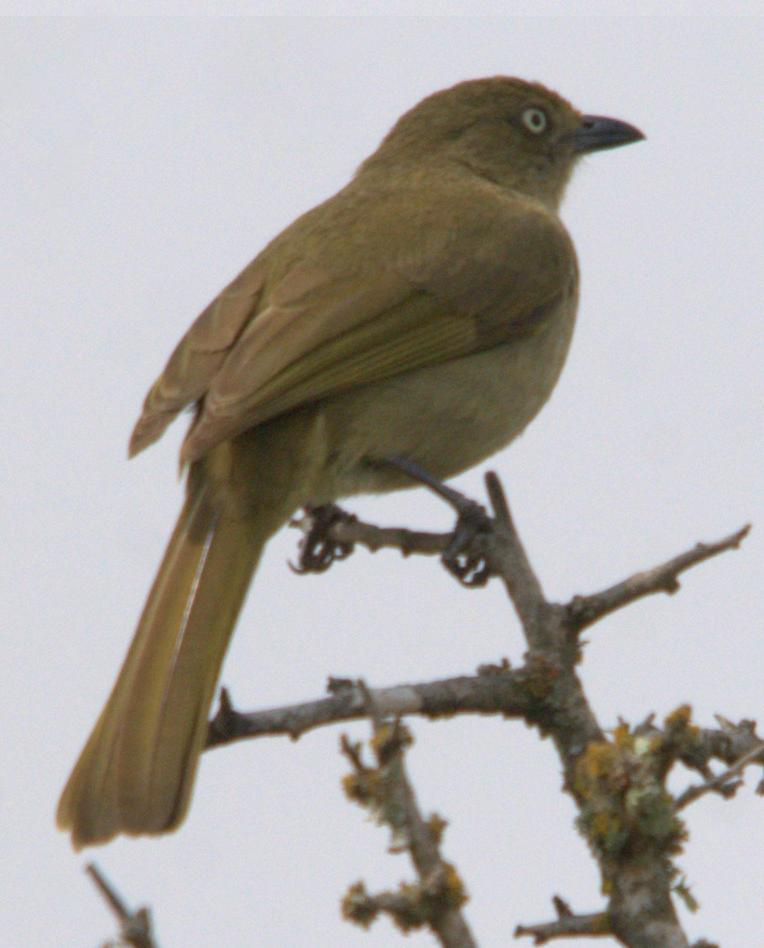
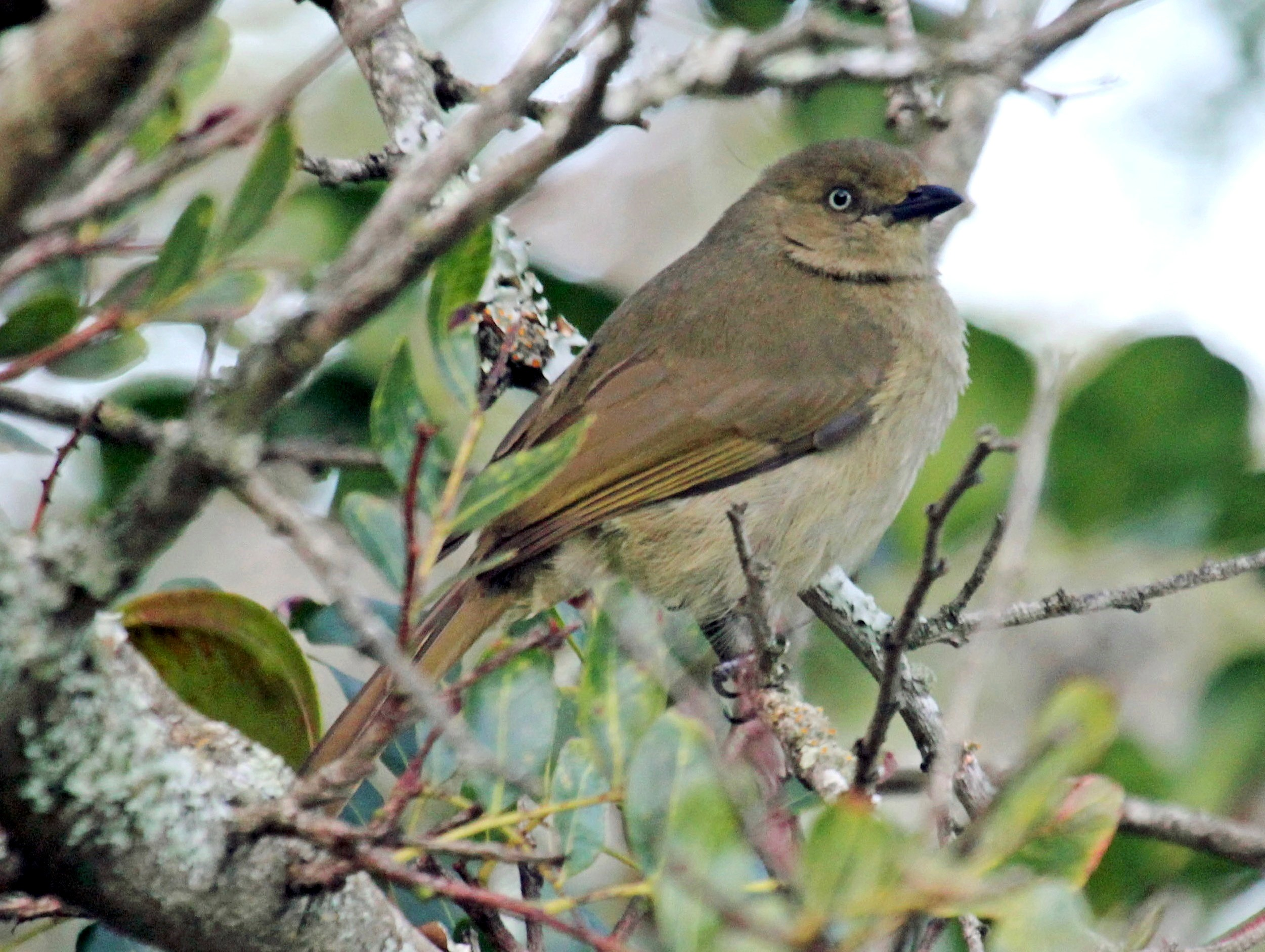
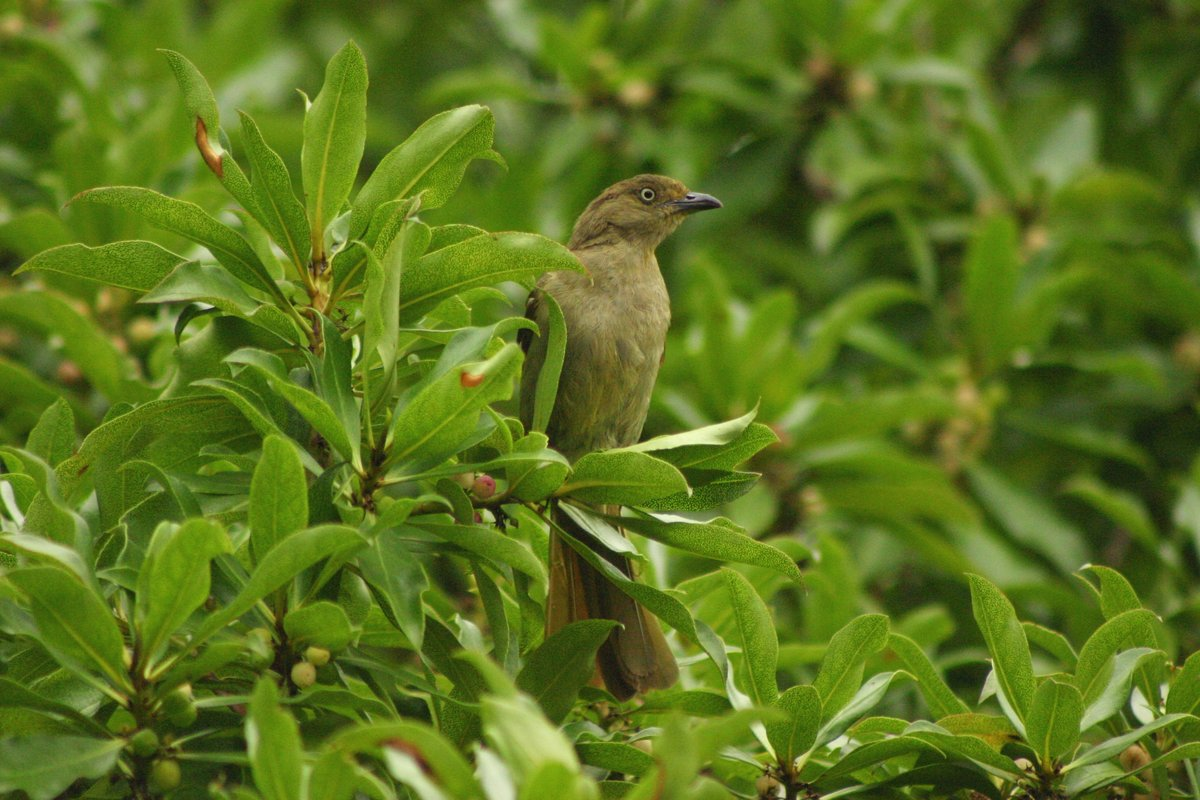
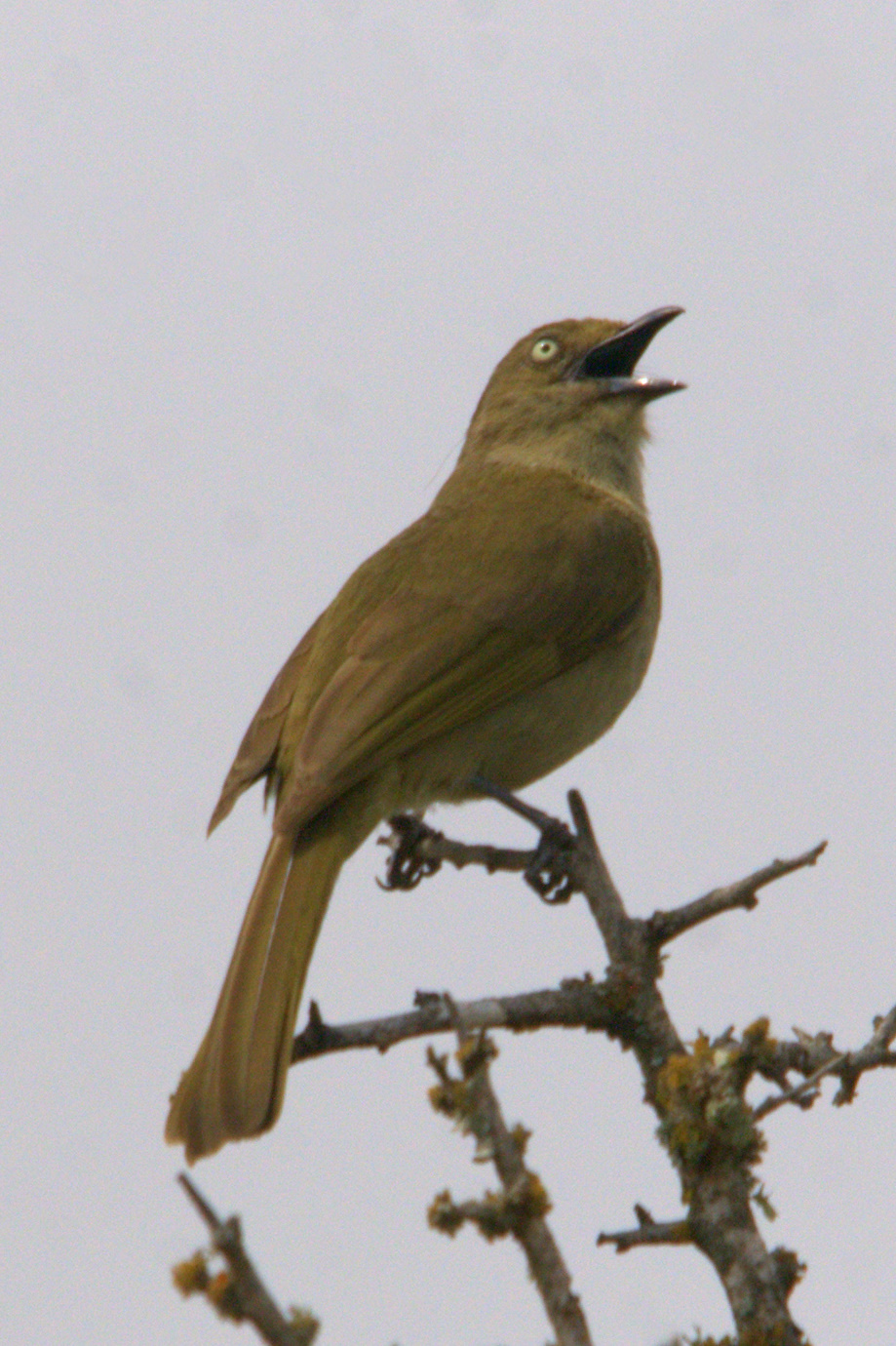